# آشاغا-تسینیت
آشاغا-تسینیت (به لاتین: Ashaga-Tsinit) یک منطقهٔ مسکونی در روسیه است که در داغستان واقع شده‌است.